# Nenad Zimonjić
Nenad Zimonjić (Belgrado, 4 de junio de 1976) es un tenista profesional serbio. Su especialidad es el juego de dobles en donde ha conseguido prestigiosos títulos y ha llegado a ser n.° 1 del mundo.

## Torneos de Grand Slam

### Dobles

#### Campeón (3)
| Año  | Torneo        | Pareja        | Oponentes en la final        | Resultado                |
| 2008 | Wimbledon     | Daniel Nestor | Jonas Björkman Kevin Ullyett | 7-6(12) 6-7(3) 6-3 6-3   |
| 2009 | Wimbledon     | Daniel Nestor | Bob Bryan Mike Bryan         | 7-6(7) 6-7(3) 7-6(3) 6-3 |
| 2010 | Roland Garros | Daniel Nestor | Lukáš Dlouhý Leander Paes    | 7-5 6-2                  |

#### Finalista (4)
| Año  | Torneo               | Pareja          | Oponentes en la final          | Resultado       |
| 2004 | Wimbledon            | Julian Knowle   | Jonas Björkman Todd Woodbridge | 1-6 4-6 6-4 4-6 |
| 2006 | Wimbledon            | Fabrice Santoro | Bob Bryan Mike Bryan           | 3-6 6-4 4-6 2-6 |
| 2008 | Roland Garros        | Daniel Nestor   | Pablo Cuevas Luis Horna        | 2-6 3-6         |
| 2010 | Abierto de Australia | Daniel Nestor   | Bob Bryan Mike Bryan           | 3-6 7-6(5) 3-6  |

### Dobles mixto

#### Campeón (5)
| Año  | Torneo               | Pareja             | Oponentes en la final            | Resultado       |
| 2004 | Abierto de Australia | Yelena Bóvina      | Martina Navratilova Leander Paes | 6-1 7-6         |
| 2006 | Roland Garros        | Katarina Srebotnik | Yelena Líjovtseva Daniel Nestor  | 6-3 6-4         |
| 2008 | Abierto de Australia | Tiantian Sun       | Sania Mirza Mahesh Bhupathi      | 7-6(4) 6-4      |
| 2010 | Roland Garros        | Katarina Srebotnik | Yaroslava Shvédova Julian Knowle | 4-6 7-6(5) 11-9 |
| 2014 | Wimbledon            | Samantha Stosur    | Hao-Ching Chan Max Mirnyi        | 6-4, 6-2        |

#### Finalista (5)
| Año  | Torneo             | Pareja             | Oponentes en la final                 | Resultado         |
| 2005 | Abierto de EE. UU. | Katarina Srebotnik | Daniela Hantuchová Leander Paes       | 4-6, 2-6          |
| 2007 | Roland Garros      | Katarina Srebotnik | Nathalie Dechy Andy Ram               | 5-7, 3-6          |
| 2008 | Roland Garros      | Katarina Srebotnik | Victoria Azarenka Bob Bryan           | 2-6, 6-7(4)       |
| 2011 | Roland Garros      | Katarina Srebotnik | Casey Dellacqua Scott Lipsky          | 6-7(6), 6-4, 7-10 |
| 2014 | Roland Garros      | Julia Görges       | Anna-Lena Grönefeld Jean-Julien Rojer | 6-4, 2-6, 7-10    |

## Títulos (54; 0+54)

### Dobles (54)
| Leyenda                          |
| Grand Slam (3)                   |
| ATP Wourld Tour Finals (2)       |
| ATP Masters 1000 World Tour (14) |
| ATP World Tour 500 series (17)   |
| ATP World Tour 250 series (16)   |

| N.º | Fecha                    | Torneo                | Superficie    | Pareja              | Oponentes en la final                | Resultado                   |
| --- | ------------------------ | --------------------- | ------------- | ------------------- | ------------------------------------ | --------------------------- |
| 1.  | 3 de mayo de 1999        | Delray Beach          | Dura          | Max Mirnyi          | Doug Flach Brian MacPhie             | 7-6(3), 3-6, 6-3            |
| 2.  | 28 de febrero de 2000    | Delray Beach          | Dura          | Brian MacPhie       | Joshua Eagle Andrew Florent          | 7-5, 6-4                    |
| 3.  | 9 de octubre de 2000     | Viena                 | Dura          | Yevgueni Káfelnikov | Jiri Novak David Rikl                | 6-4, 6-4                    |
| 4.  | 8 de octubre de 2001     | Lyon                  | Moqueta       | Daniel Nestor       | Arnaud Clément Sébastien Grosjean    | 6-1, 6-2                    |
| 5.  | 18 de febrero de 2002    | Memphis               | Dura          | Brian MacPhie       | Bob Bryan Mike Bryan                 | 6-3, 3-6, 10-4              |
| 6.  | 3 de marzo de 2003       | Delray Beach          | Dura          | Leander Paes        | Raemon Sluiter Martin Verkerk        | 7-5, 3-6, 7-5               |
| 7.  | 20 de octubre de 2003    | San Petersburgo       | Moqueta       | Julian Knowle       | Michael Kohlmann Rainer Schuettler   | 6-4, 6-2                    |
| 8.  | 19 de abril de 2004      | Montecarlo TMS        | Tierra batida | Tim Henman          | Gastón Etlis Martín Rodríguez        | 7-5, 6-2                    |
| 9.  | 11 de abril de 2005      | Montecarlo TMS        | Tierra batida | Leander Paes        | Bob Bryan Mike Bryan                 | w/o                         |
| 10. | 18 de abril de 2005      | Barcelona             | Tierra batida | Leander Paes        | Feliciano López Rafael Nadal         | 6-3, 6-3                    |
| 11. | 9 de enero de 2006       | Sídney                | Dura          | Fabrice Santoro     | Frantisek Cermak Leoš Friedl         | 6-1, 6-4                    |
| 12. | 12 de junio de 2006      | Halle                 | Césped        | Fabrice Santoro     | Michael Kohlmann Rainer Schuettler   | 6-0, 6-4                    |
| 13. | 9 de octubre de 2006     | Moscú                 | Moqueta       | Fabrice Santoro     | Frantisek Cermak Jaroslav Levinsky   | 6-1, 7-5                    |
| 14. | 1 de enero de 2007       | Doha                  | Dura          | Mijaíl Yuzhny       | Martin Damm Leander Paes             | 6-1, 7-6(3)                 |
| 15. | 26 de febrero de 2007    | Dubái                 | Dura          | Fabrice Santoro     | Mahesh Bhupathi Radek Štěpánek       | 7-5, 6-7(3), 10-7           |
| 16. | 13 de mayo de 2007       | Roma TMS              | Tierra batida | Fabrice Santoro     | Bob Bryan Mike Bryan                 | 6-4, 6-7(4), 10-7           |
| 17. | 17 de junio de 2007      | New Haven             | Dura          | Mahesh Bhupathi     | Mariusz Fyrstenberg Marcin Matkowski | 6-3, 6-3                    |
| 18. | 17 de junio de 2007      | San Petersburgo       | Moqueta       | Daniel Nestor       | Jürgen Melzer Todd Perry             | 6-1, 7-6(3)                 |
| 19. | 18 de mayo de 2008       | Hamburgo TMS          | Tierra batida | Daniel Nestor       | Bob Bryan Mike Bryan                 | 6-4, 5-7, 10-8              |
| 20. | 15 de junio de 2008      | London Queen's Club   | Césped        | Daniel Nestor       | Marcelo Melo André Sá                | 6-4, 7-6(3)                 |
| 21. | 5 de julio de 2008       | Wimbledon             | Césped        | Daniel Nestor       | Jonas Björkman Kevin Ullyett         | 7-6(12), 6-7(3), 6-3, 6-3   |
| 22. | 21 de julio de 2008      | Toronto TMS           | Dura          | Daniel Nestor       | Bob Bryan Mike Bryan                 | 6-2, 4-6, 10-6              |
| 23. | 16 de noviembre de 2008  | Tennis Masters Cup    | Dura          | Daniel Nestor       | Bob Bryan Mike Bryan                 | 7-6(3), 6-2                 |
| 24. | 9 de febrero de 2009     | Róterdam              | Dura (i)      | Daniel Nestor       | Lukas Dlouhy Leander Paes            | 6-2, 7-5                    |
| 25. | 13 de abril de 2009      | Montecarlo 1000       | Tierra batida | Daniel Nestor       | Bob Bryan Mike Bryan                 | 6-4, 6-1                    |
| 26. | 26 de abril de 2009      | Barcelona             | Tierra batida | Daniel Nestor       | Mahesh Bhupathi Mark Knowles         | 6-3, 7-6(9)                 |
| 27. | 27 de abril de 2009      | Roma 1000             | Tierra batida | Daniel Nestor       | Bob Bryan Mike Bryan                 | 7-6(5), 6-3                 |
| 28. | 11 de mayo de 2009       | Madrid 1000           | Tierra batida | Daniel Nestor       | Simon Aspelin Wesley Moodie          | 6-4, 6-4                    |
| 29. | 4 de julio de 2009       | Wimbledon             | Césped        | Daniel Nestor       | Bob Bryan Mike Bryan                 | 7-6(7), 6-7(3), 7-6(3), 6-3 |
| 30. | 17 de agosto de 2009     | Cincinnati 1000       | Dura          | Daniel Nestor       | Bob Bryan Mike Bryan                 | 3-6, 7-6(2), 15-13          |
| 31. | 8 de noviembre de 2009   | Basilea               | Dura          | Daniel Nestor       | Bob Bryan Mike Bryan                 | 6-2, 6-3                    |
| 32. | 15 de noviembre de 2009  | París 1000            | Dura          | Daniel Nestor       | Marcel Granollers Tommy Robredo      | 6-3, 6-4                    |
| 33. | 16 de enero de 2010      | Sídney                | Dura          | Daniel Nestor       | Ross Hutchins Jordan Kerr            | 6-3, 7-6(5)                 |
| 34. | 14 de febrero de 2010    | Róterdam              | Dura (i)      | Daniel Nestor       | Simon Aspelin Paul Hanley            | 6-4, 2-0 y ret.             |
| 35. | 18 de abril de 2010      | Montecarlo 1000       | Tierra batida | Daniel Nestor       | Mahesh Bhupathi Max Mirnyi           | 6-3, 2-0 y ret.             |
| 36. | 19 de abril de 2010      | Barcelona             | Tierra batida | Daniel Nestor       | Lleyton Hewitt Mark Knowles          | 4-6, 6-3, 10-6              |
| 37. | 24 de mayo de 2010       | Roland Garros         | Tierra batida | Daniel Nestor       | Lukas Dlouhy Leander Paes            | 7-5, 6-2                    |
| 38. | 31 de octubre de 2010    | Viena                 | Dura          | Daniel Nestor       | Mariusz Fyrstenberg Marcin Matkowski | 7-5, 3-6, 10-5              |
| 39. | 28 de noviembre de 2010  | ATP World Tour Finals | Dura          | Daniel Nestor       | Mahesh Bhupathi Max Mirnyi           | 7-6(8), 6-4                 |
| 40. | 7 de agosto de 2011      | Washington            | Dura          | Michael Llodra      | Robert Lindstedt Horia Tecau         | 6-7(3), 7-6(6), 10-7        |
| 41. | 14 de agosto de 2011     | Montreal 1000         | Dura          | Michael Llodra      | Bob Bryan Mike Bryan                 | 6-4, 6-7(5), 10-5           |
| 42. | 9 de octubre de 2011     | Pekín                 | Dura          | Michael Llodra      | Robert Lindstedt Horia Tecau         | 7-6(2), 7-6(4)              |
| 43. | 6 de noviembre de 2011   | Basilea               | Dura          | Michael Llodra      | Daniel Nestor Max Mirnyi             | 6-4, 7-5                    |
| 44. | 19 de febrero de 2012    | Róterdam              | Dura          | Michael Llodra      | Robert Lindstedt Horia Tecau         | 4-6, 7-5, 16-14             |
| 45. | 23 de septiembre de 2012 | San Petersburgo       | Dura          | Rajeev Ram          | Luckas Lacko Igor Zelenay            | 6-2, 4-6, 10-6              |
| 46. | 28 de octubre de 2012    | Basilea               | Dura (i)      | Daniel Nestor       | Treat Conrad Huey Dominic Inglot     | 7–5, 6–7(4), [10–5]         |
| 47. | 17 de febrero de 2013    | Róterdam              | Dura (i)      | Robert Lindstedt    | Thiemo de Bakker Jesse Huta Galung   | 5–7, 6–3, [10–8]            |
| 48. | 21 de abril de 2013      | Montecarlo 1000       | Tierra batida | Julien Benneteau    | Bob Bryan Mike Bryan                 | 4–6, 7–6(4), [14–12]        |
| 49. | 7 de agosto de 2013      | Washington            | Dura          | Julien Benneteau    | Mardy Fish Radek Štepánek            | 7–6(5), 7–5                 |
| 50. | 11 de enero de 2014      | Sídney                | Dura          | Daniel Nestor       | Rohan Bopanna Aisam-ul-Haq Qureshi   | 7–6(3), 7–6(3)              |
| 51. | 11 de mayo de 2014       | Madrid 1000           | Tierra batida | Daniel Nestor       | Bob Bryan Mike Bryan                 | 6–4, 6–2                    |
| 52. | 18 de mayo de 2014       | Roma 1000             | Tierra batida | Daniel Nestor       | Robin Haase Feliciano López          | 6–4, 7–6(2)                 |
| 53. | 26 de octubre de 2014    | Basilea               | Dura          | Vasek Pospisil      | Marin Draganja Henri Kontinen        | 7-6(13), 1-6, 10-5          |
| 54. | 12 de febrero de 2017    | Sofía                 | Dura (i)      | Viktor Troicki      | Mijaíl Yelguin Andréi Kuznetsov      | 6-4, 6-4                    |

### Finalista en dobles (torneos destacados)
- 2004: Wimbledon (con Julian Knowle)
- 2005: Masters de Madrid (con Leander Paes)
- 2005: Tennis Masters Cup Shangai (con Leander Paes)
- 2006: Masters de Montecarlo (con Fabrice Santoro)
- 2006: Wimbledon (con Fabrice Santoro)
- 2006: Masters de París (con Fabrice Santoro)
- 2007: Masters de París (con Daniel Nestor)
- 2008: Masters de Indian Wells (con Daniel Nestor)
- 2008: Masters de Roma (con Daniel Nestor)
- 2008: Roland Garros (con Daniel Nestor)
- 2010: Australian Open (con Daniel Nestor)
- 2010: Masters de Indian Wells (con Daniel Nestor)
- 2010: Masters de Madrid (con Daniel Nestor)
- 2011: Torneo de Róterdam (con Michael Llodra)
- 2011: Masters de Madrid (con Michael Llodra)
- 2011: Masters de Cincinnati (con Michael Llodra)
- 2011: Masters de Shanghái (con Michael Llodra)
- 2015: Torneo de Dubái (con Aisam-ul-Haq Qureshi)
- 2015: Masters de Madrid (con a Marcin Matkowski)
- 2015: Queen's Club (con a Marcin Matkowski)
- 2015: Masters de Cincinnati (con a Marcin Matkowski)